# ウェイン (ニュージャージー州)

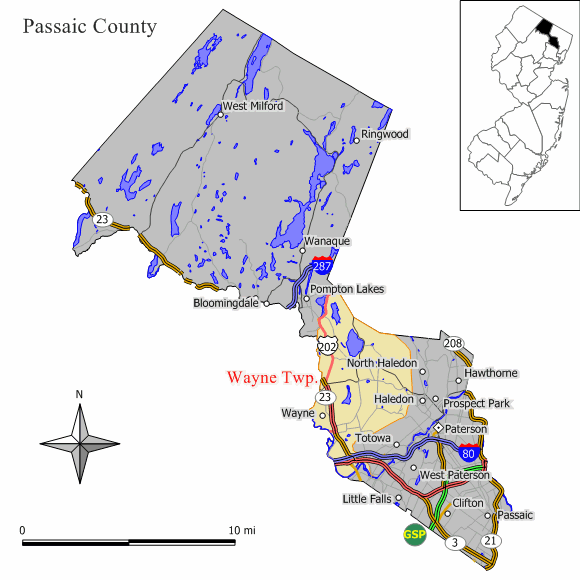
パサイク郡内の位置

ウェイン（Wayne）は、アメリカ合衆国ニュージャージー州のパサイク郡にあるタウンシップ。人口は5万4838人（2020年）。ニューヨーク都市圏に含まれる。

## 概要
ニュージャージー州北部に位置し、郡庁のあるパターソンに隣接する。面積は65.2 km2である。ニューヨーク市マンハッタン島ミッドタウンから西に40km。トイザらスの本社、ウィリアム・パターソン大学があることで知られる。

## 歴史
タウンシップ制がスタートしたのは1847年4月である。初代大統領であるジョージ・ワシントンは独立戦争当時にDey Mansionに居を構えていたが、その地が今日のウェインである。

## 人種構成
2020年のアメリカ合衆国国勢調査によれば、市の人口の76パーセントは白人である。富裕層の住民が多い。

## 教育
- ウィリアム・パターソン大学 - 1951年にパターソン市より移転

## 交通
州間高速道路80号線が市内を通っている。NJ Transit社がマンハッタン島のポート・オーソリティ・ターミナルまでバスを運行している。ニューアーク国際空港までは40km、ラガーディア空港までは48km。

## 経済
以下の企業が本社機能を置いている。
- トイザらス（Toys "R" Us）
- ヴァレー・ナショナル銀行（Valley National Bank）